# Cerro de San Cristóbal (Estepa)
El cerro de San Cristóbal constituye el conjunto histórico en el que tiene su origen la localidad de Estepa, en la provincia de Sevilla (Andalucía, España).

## Historia
En este espacio está situada la antigua alcazaba que conserva la torre del homenaje, edificada por Lorenzo Suárez de Figueroa, maestre de la Orden de Santiago, y restos de otras edificaciones del alcázar-palacio de los Centurión, marqueses de Estepa. También está en el cerro la iglesia de Santa María, antigua mezquita que dejó paso tras la Reconquista a una iglesia mudéjar de la que se conservan aún varios arcos y pilastras. Corresponde al tránsito entre los siglos XV y XVI y es propia del gótico tardío. El convento de Santa Clara, fundado en 1599 por los Centurión, es otro bello edificio situado en el cerro. Por último, el cerro también alberga un monasterio de Franciscanos.

## Conservación
A pesar del denso legado arqueológico y artístico de este conjunto monumental, se ve amenazado por una explotación de piedra próxima.